# Jugadores de naipes
Jugadores de naipes es un cartón para tapiz que diseñó Francisco de Goya para el comedor de los príncipes Carlos de Borbón y María Luisa de Parma en El Pardo. Se exhibe desde 1870 en la pinacoteca del Museo del Prado. Fue realizado entre agosto de 1777 y enero de 1778, en una serie a la que pertenecían Niños inflando una vejiga y La cometa. Goya recibió 5.000 reales por esta pieza.

## Análisis
Unos majos juegan con naipes en el campo, a la sombra de un frondoso árbol. Uno de ellos, detrás de otro, da señas a su compañero para que pueda ganar. La imagen del hombre que hace trampa era habitual en la iconografía del siglo XVIII y el aragonés la aprovecha aquí con una maestría inigualable. Está fuertemente ligado a Jugadores de cartas, cuadro del mismo tema realizado por Caravaggio en 1595.

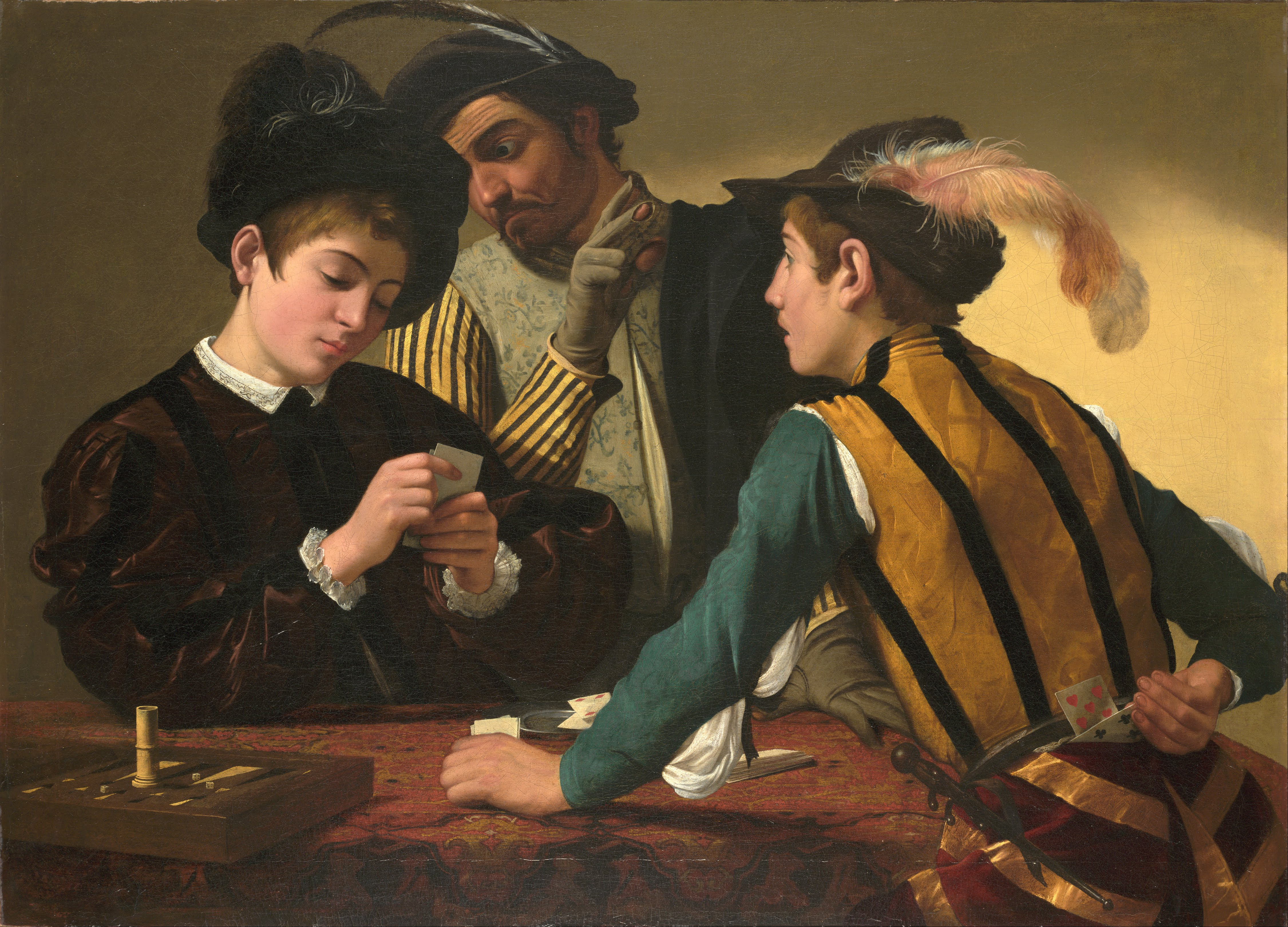
Jugadores de cartas o I bari, de Caravaggio.

Es una de las obras más destacadas y originales que Goya había emprendido, sumergiéndose nuevamente en el mundo de los majos dieciochescos. El engaño de los jugadores hace partícipes a quienes contemplan el cuadro. Es una escena natural y que recurre al conocidísimo esquema piramidal, pero a todas luces es el manejo lumínico lo que proyecta una fina capa que permite acentuar los colores vivos.
Para Jugadores de naipes se usó una suelta pincelada, aunque a primera vista se observa un conjunto detallado en extremo. La distribución de los personajes en el escenario produce un bello espacio en el que se articulan magistralmente las figuras.
El pintor de Fuendetodos asciende paulatinamente la escala social, y se preocupa por ofrecer cartones con contrastes de luces y sombras para acentuar el realismo en una escena de engaño como esta. Como ya se ha dicho, es un tema que tiene fuertes raíces en la historia del arte occidental, siendo el más conocido el de Caravaggio.